# Сања Стијачић
Сања Стијачић (Шабац, 14. новембар 1965) српска је флаутисткиња и професор флауте на музичким академијама у Звечану и Српском Сарајеву.

## Образовање
Сања Стијачић је дипломирала и магистрирала на Академији уметности у Новом Саду у класи професора Маријана Егића. У току студија је освајала највише награде на републичким и савезним такмичењима. Усавршавала се на мајсторским курсевима у земљи и иностранству у класама проф. Егића и Николеа.

## Каријера
Као солиста и члан камерних ансамбала и оркестара (Опера СНП, Војвођанска филхармонија, Војвођанска омладинска филхармонија, Симфонијски оркестар Академије уметности у Новом Саду), Сања Стијачић је одржала велики број концерата у земљи и иностранству. Имала је запажене наступе на међународним музичким фестивалима БЕМУС, НОМУС, Дубровачке летње игре, Сарајевска зима и др., на ауторским вечерима композитора Сенада Гачевића и Александре Вребалов, као и на различитим музичким манифестацијама у Совјетском Савезу, Мађарској, Грчкој, Турској, Румунији... Учествовала је и у више мултимедијалних пројеката.
Међу уметницима са којима је сарађивала су и пијанисти Дубравка Јовичић, Драгица Тоскић и Денис Гаврић, сопран Анета Илић, виолиниста Владимир Кох, песникиња Лидија Никчевић, вајар Пеко Никчевић, глумци Рада Ђуричин и Миша Јанкетић.
Снимала је за РТБ, РТНС и РТП.
Уметнички је директор Међународног фестивала камерне музике у Никшићу.

## Педагошки рад
Од 1996. године Сања Стијачић предаје на Факултету уметности Универзитета у Приштини. Такође је ангажована као професор флауте на Музичкој академији у Српском Сарајеву. Њени студенти са обе академије добитници су многобројних награда на такмичењима, а она сама је више пута бирана за председника или члана жирија у категоријама Флаута и Камерна музика.